# Zinswiller
Zinswiller è un comune francese di 737 abitanti (2020) situato nel dipartimento del Basso Reno nella regione del Grand Est.

## Storia

### Simboli
Lo stemma del comune si blasona:
L'incudine ricorda l'antica fucina di Zinswiller attiva dall'inizio del XVII secolo, mentre la parte inferiore dello scudo riprende lo stemma della famiglia de Dietrich dell'Alsazia (d'azzurro, al sole d'oro).

## Monumenti e luoghi d'interesse
- Un primo luogo di culto interreligioso fu distrutto alla fine del XIX secolo, per essere sostituito dalle due attuali chiese cattolica e protestante. La chiesa di San Giacomo maggiore è una filiale della parrocchia di Oberbronn. Durante la seconda guerra mondiale, l'edificio subì gravi danni durante i bombardamenti.
- Monumento "B-24 Liberator", nel centro della città, eretto in memoria dell'equipaggio del bombardiere statunitense Consolidated B-24 Liberator precipitato l'11 dicembre 1944 dopo una collisione in volo.

## Società

### Evoluzione demografica
Abitanti censiti

## Galleria d'immagini

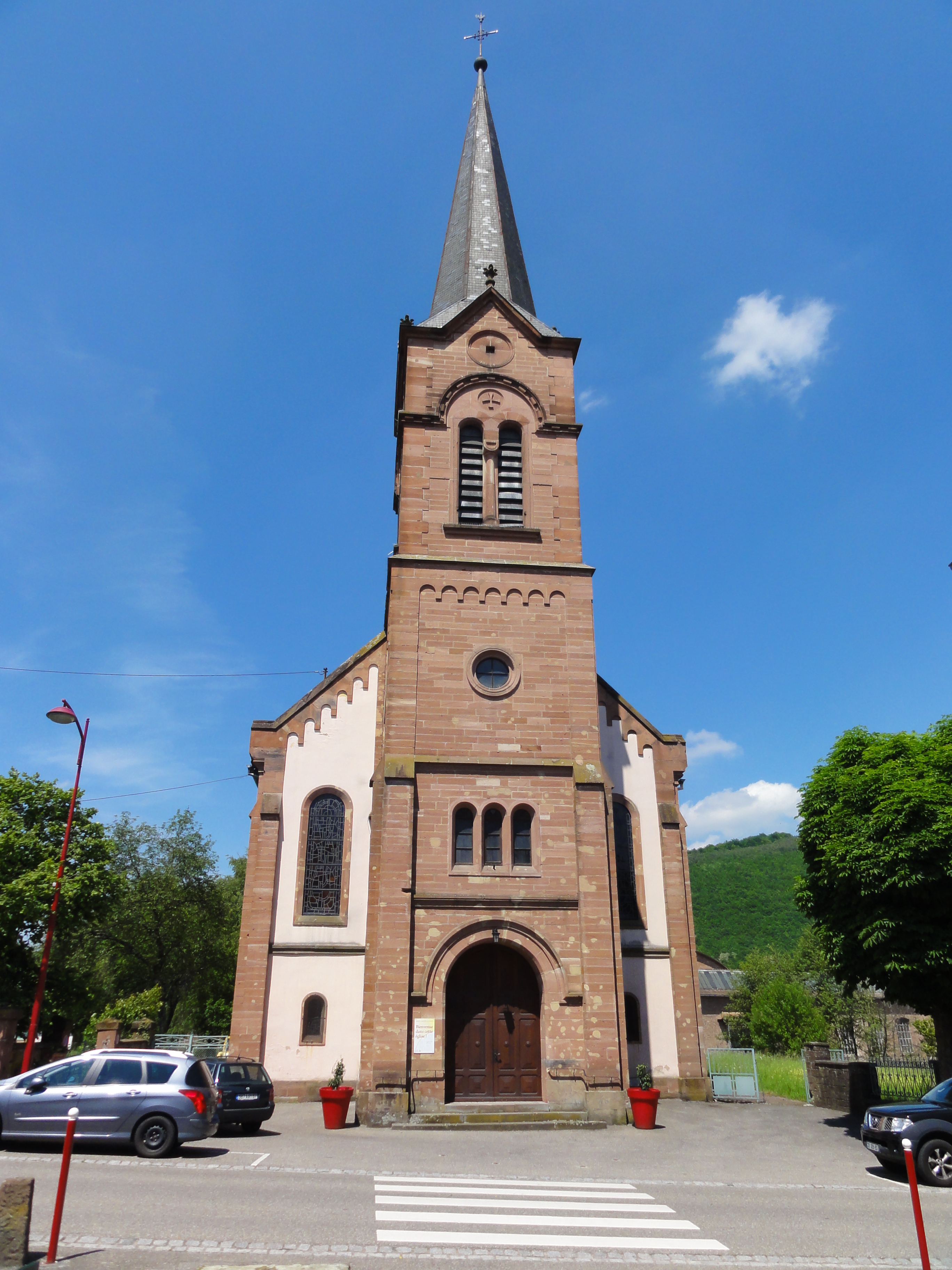
Chiesa di San Giacomo Maggiore
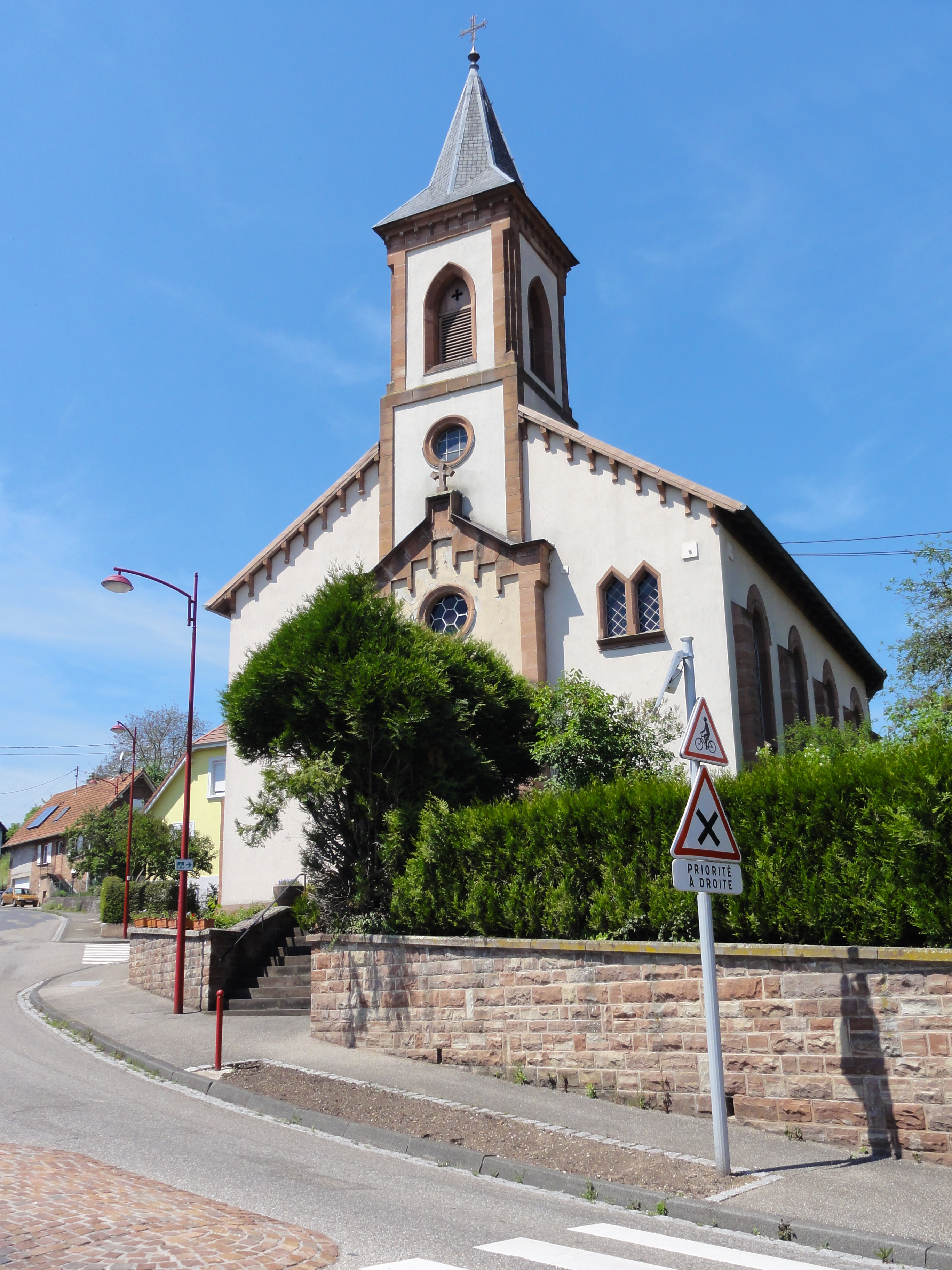
Chiesa protestante
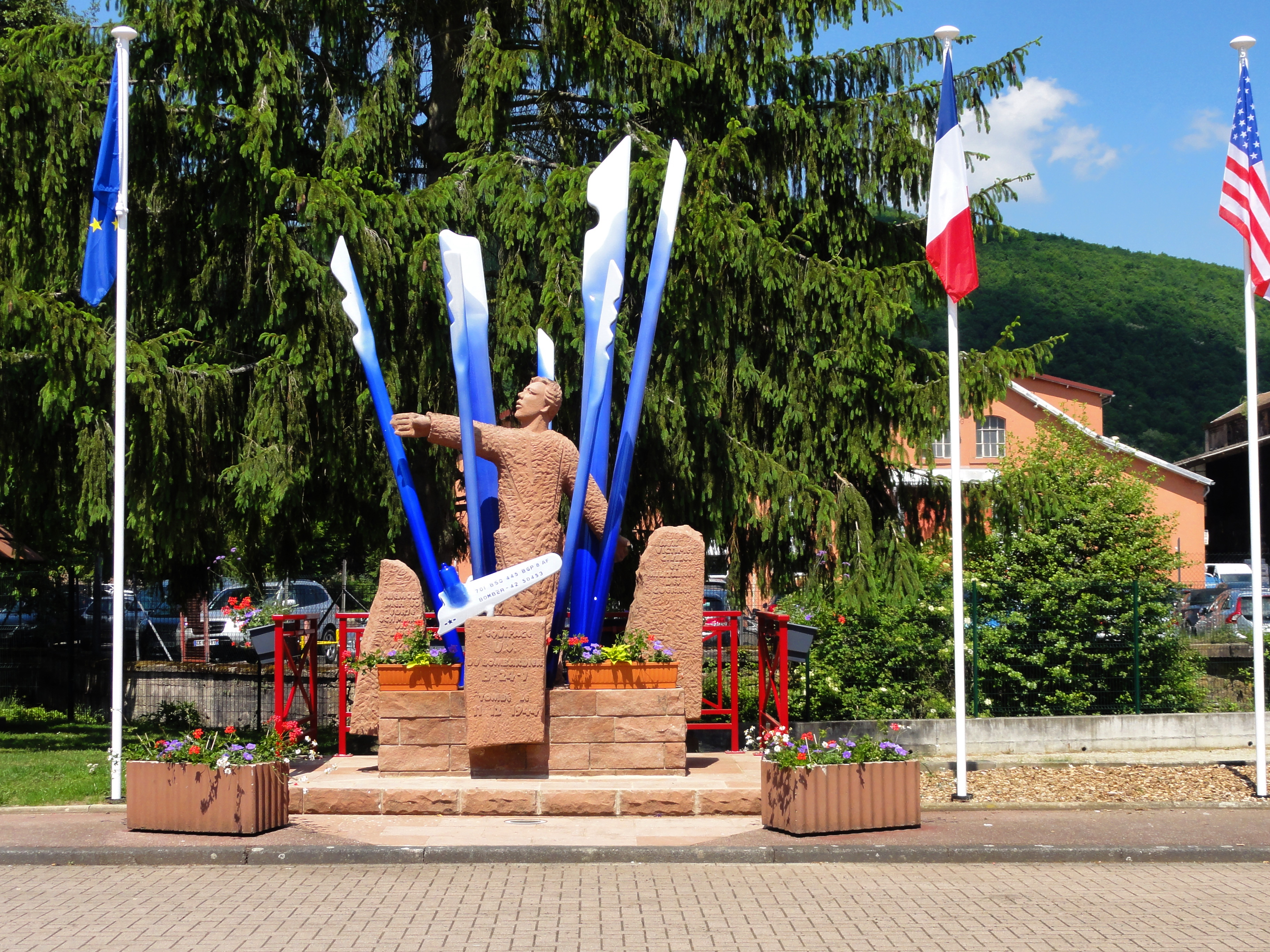
Monumento "B-24 Liberator"